# AVE Lanzadera

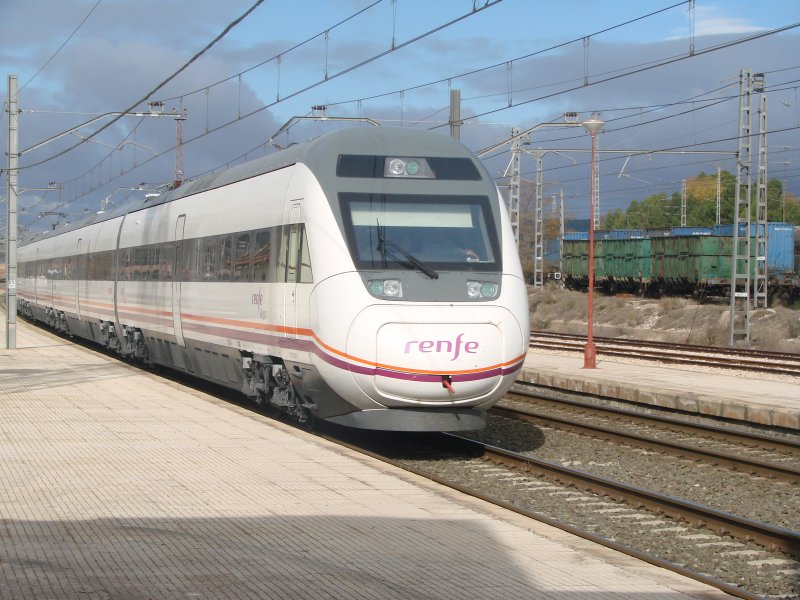
Tren Serie 121 de Renfe utilizado en los servicios AVE Lanzadera.

AVE Lanzadera fue un servicio de Media Distancia de Renfe Operadora, cuyas líneas discurrían en parte por vías de alta velocidad y en parte por vías convencionales.
La diferencia de ancho de vía entre ambos tipos de vías obliga a utilizar cambiadores de ancho. El material rodante utilizado fue el Serie 121 de Renfe, que aúna ser un material de Media Distancia, alta velocidad y cambio de ancho. Este servicio disponía de accesibilidad para PMR, climatización y reserva de plaza.
Anteriormente se denominó AVE Lanzadera a servicios llevados a cabo con la Serie 121 que sólo discurrían por líneas de alta velocidad, aunque actualmente todos estos servicios se han agrupado en la categoría Avant.

## Líneas
Hasta su desaparición sólo existió una línea AVE Lanzadera:
| Línea | Inicio | Tramo convencional                                                                                                   | Cambio de ancho          | Tramo alta velocidad | Cambio de ancho      | Tramo convencional                | Destino |
| ----- | ------ | --- | ------------------------ | -------------------- | -------------------- | --------------------------------- | ------- |
| 76    | Cádiz  | San Fernando-Bahía Sur · Puerto de Santa María · Jerez de la Frontera · Lebrija · Dos Hermanas · Sevilla-Santa Justa | Cambiador de Majarabique | Córdoba-Central      | Cambiador de Alcolea | Villa del Río · Andújar · Espeluy | Jaén    |